# 嘉旺米旁旺布
六世嘉旺竹巴·米旁旺布（藏語：མི་ཕམ་དབང་པོ་，威利转写：mi pham dbang po，1641年—1717年），又译密龐旺波，竹巴噶举第六世嘉旺竹巴（Gyalwang Drukpa，又称竹钦），为五世竹钦巴桑旺布（第五世達賴喇嘛的堂兄）的转世。
第六世嘉旺竹巴密龐旺波1641年出生在今西藏山南地区洛扎县卡爾曲地方，為第五世達賴喇嘛所尋獲，青少年時期都在達賴喇嘛位於拉薩的布达拉宫渡過。他是一位博學的高僧，先后在拉薩三大寺──甘丹寺、哲蚌寺及色拉寺学习──并同这些寺庙里的格西們辯論切磋所得，时常取勝，故被推崇為「偉大遍知的竹钦」。1654年正式担任竹巴噶举第六世竹钦。因为与第五世達賴喇嘛的关系，米旁旺布在當時擁有重要的政治地位，曾擔任西藏與拉達克交戰時（拉达克战争）的調停者，而被達賴喇嘛視為西藏最偉大的上師。